# 清水径子
清水 径子（しみず けいこ、1911年2月11日 - 2005年10月18日）は、東京都出身の俳人。本名経子（つねこ）。東京市下谷区車坂（現台東区上野）生まれ。幼いときに両親と死別し、以後祖母のもとで姉弟と暮らす。東京府立第一女子高等学校（現都立白鷗高等学校）卒。1932年に結婚するが離婚。速記学校に通ったのち速記で生計を立てる。1937年、弟が死去。死の思いに傾斜し哲学書などを耽読。
他方、義兄（姉の夫）にあたる秋元不死男の勧めで俳句に傾倒。1949年、不死男の「氷海」の創刊に参加。翌年、同誌同人。1971年より同誌の「新葉集」の選者を務める。この頃、中尾寿美子、高木智恵子らと「虹の会」を結成し、有季定型を探究する。1977年、不死男が死去し「氷海」が終刊。その間、1964年に俳人協会事務局に奉職。
1979年、かねてより私淑していた永田耕衣の「琴座」（りらざ）に入会、同人。1997年、耕衣が死去し「琴座」終刊。1998年、鳴戸奈菜ら「琴座」元同人たちと「らん」を創刊、同人。2002年、『雨の樹』で第17回詩歌文学館賞を受賞。早くして肉親と死別したことによる寂しみが作句の原点となった。代表句「慟哭のすべてを螢草といふ」。2005年10月18日心不全により死去。94歳。

## 句集
- 『鶸』（1973年、牧羊社）
- 『哀湖』（1981年、俳句研究社）
- 『夢殻』（1994年、創文社）
- 『雨の樹』（2001年、角川書店）
- 『清水径子全句集』（2005年、らんの会）